# باس مالیپارد
باس مالیپارد (هلندی: Bas Maliepaard؛ زادهٔ ۳ آوریل ۱۹۳۸) ورزشکار ورزش دوچرخه‌سواری اهل هلند است.
وی در مسابقات کشوری و بین‌المللی در مجموع برندهٔ ۱ مدال برنز شده‌است.